# Knud Lundberg
Knud Lundberg (født 14. maj 1920 i København, død 12. august 2002 i Gentofte) var en dansk sportsmand, forfatter og journalist. Som sportsmand er han legendarisk, idet han opnåede at blive såvel dansk mester som landsholdsspiller i tre idrætsgrene, fodbold, håndbold og basketball. Han blev udvalgt som et af 12 navne i den sportskanon, som Team Danmarks bestyrelse offentliggjorde i 2005.

## Civil biografi
Knud Lundberg studerede medicin med idræt som bifag på Københavns Universitet, hvor han blev cand.med. i sommeren 1948. Han aflagde dog ikke lægeløftet, da han ikke ønskede at fungere som læge. Sideløbende med sportskarrieren arbejdede han med sportsjournalistik og blev den første sportsredaktør på Dagbladet Information. Efter sportskarrieren beskæftigede han sig ud over journalistik med mange forskellige emner; han var blandt andet socialdemokratisk kommunalpolitiker og romanforfatter. Han skrev et utal af bøger, ikke mindst om sport og sund levevis. Knud Lundberg var blandt andet med til at udvikle Faxe Kondi-sodavanden i 1971. 
Lundberg var kendt for sine markante holdninger, som han lod komme til udtryk i mange situationer. Han nægtede for eksempel at gå med slips, hvilket engang kostede ham deltagelse i en banket i Stockholm efter en fodboldlandskamp. Han mente, at slips hæmmede hans vejrtrækning.
Han var i mere end 45 år gift med forfatteren Hanne Lundberg. De sidste år af sit liv led han af Alzheimers sygdom. Han er begravet på Hellerup Kirkegård.

## Sportskarriere

### Fodbold
Knud Lundberg spillede hele sin fodboldkarriere i AB i en periode, hvor det var sjældent med klubskifter. Med klubben blev han fem gange dansk mester. Han spillede 40 landskampe, heraf 27 som anfører. Han scorede 10 mål og deltog i sommer-OL 1948, hvor det danske landshold vandt bronzemedalje, samt i sommer-OL 1952. Han vedblev at spille fodbold på old boys niveau, til han var langt over tres år.

### Håndbold
Han spillede i HG, som med ham på holdet vandt syv danske mesterskaber. På landsholdet blev det her til 23 kampe og 26 mål – dette fandt sted i en periode, hvor en kamp sagtens kunne ende med f.eks. 9-7.
NB! Der findes flere avisomtaler i Lolland-Falsters Folketidende og Ny Dag fra dagene 21. oktober 1966 og 24. oktober 1966 hvori Lundberg omtales som deltager i en håndboldkamp i 3. division mellem AB og Vantore S.G.U., så han har altså på dette tidspunkt spillet håndbold i AB.

### Basketball
Også i basketball spillede Lundberg for HG.

### Sportsmanden
Knud Lundberg var kendt som den elegante og ædle sportsmand, der hyldede fair play. Han huskes blandt andet for at have givet sin bronzemedalje fra OL i 1948 til en holdkammerat, der ikke var med i bronzekampen og derfor ikke fik en medalje.
Samtidig var Lundberg manden, der ikke havde noget imod at gå mod strømmen. I sin debutkamp på fodboldlandsholdet kritiserede han trænerens arbejde, hvilket naturligvis var uhørt. Og da han efterlyste en taktik til kampen mod Sverige, fik han at vide, at det brugte man ikke på landsholdet – man gik bare ud og spillede. Men Lundberg var en stor fodboldtaktiker, og efter kort tids spil havde han forstået, hvordan modstanderne spillede, og han fik sine holdkammerater til at forstå, hvordan han mente, de skulle spille. Det gav bonus med en 3-2 sejr i en kamp, hvor danskerne var stærkt undertippede på forhånd.

### Kommunalpolitiker
Knud Lundberg var medlem af Frederiksberg Kommunalbestyrelse for Socialdemokratiet 1954-1958.

## Hædersbevisninger
Knud Lundberg har modtaget en lang række hædersbevisninger, heriblandt:
- Optaget i dansk idræts Hall of Fame
- Udvalgt i Team Danmarks sportskanon

## Eftermæle
Der er indstiftet en pris, Knud Lundberg Prisen, til minde om Lundberg. Den gives til en person, der har haft speciel betydning for fodbold. Blandt modtagerne kan nævnes: 
- Michael Laudrup
- Jean-Marc Bosman
- Kim Vilfort
- Peter Mikkelsen